# Бурехино (Псковская область)
Бурехино — деревня в Новосокольническом районе Псковской области России. Входит в состав Пригородной волости.

## География
Расположена в 5 км к северу от города Новосокольники, на реке Большой Удрай.

## Население
| 2001 | 2002 | 2010 |
| ---- | ---- | ---- |
| 128  | ↗142 | ↘60  |

Численность населения деревни по оценке на начало 2001 года составляла 128 человек.

## История
С января 1995 до апреля 2015 года деревня входила в состав ныне упразднённой Новосокольнической волости.